# Eleanor Goss

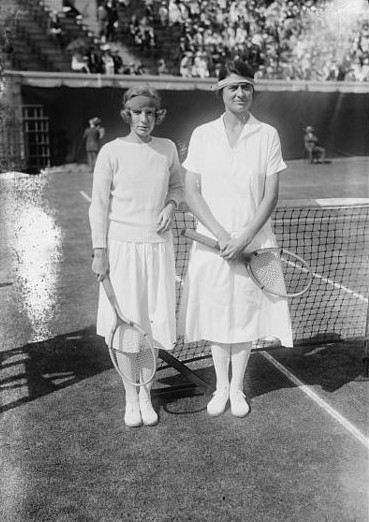
Martha Bayard und Eleanor Goss

Eleanor Goss (* 18. November 1895 in New York City; † November 1982 in Salisbury, Connecticut) war eine US-amerikanische Tennisspielerin.

## Karriere
Goss gewann in ihrer Karriere insgesamt vier Mal die US-amerikanischen Tennismeisterschaften im Damendoppel.
Von 1918 bis 1920 siegte sie mit Marion Zinderstein drei Jahre in Folge und 1926 mit Elizabeth Ryan. An den Olympischen Spielen 1924 in Paris nahm Eleanor Goss im Einzel und im Damendoppel mit Zinderstein teil, verlor jedoch beide Auftaktmatches.

## Doppeltitel
| Nr. | Jahr | Turnier            | Partnerin          | Finalgegnerinnen                     | Endergebnis     |
| --- | ---- | ------------------ | ------------------ | ------------------------------------ | --------------- |
| 1.  | 1918 | US-Meisterschaften | Marion Zinderstein | Molla Mallory Mrs. Johan Rogge       | 7:5, 8:6        |
| 2.  | 1919 | US-Meisterschaften | Marion Zinderstein | Eleonora Sears Hazel Hotchkiss       | 10:8, 9:7       |
| 3.  | 1920 | US-Meisterschaften | Marion Zinderstein | Eleanor Tennant Helen Baker          | 6:3, 6:1        |
| 4.  | 1926 | US-Meisterschaften | Elizabeth Ryan     | Mary Kendall Browne Charlotte Chapin | 3:6, 6:4, 12:10 |